# Kamei (Klan)

Wappen der Kamei

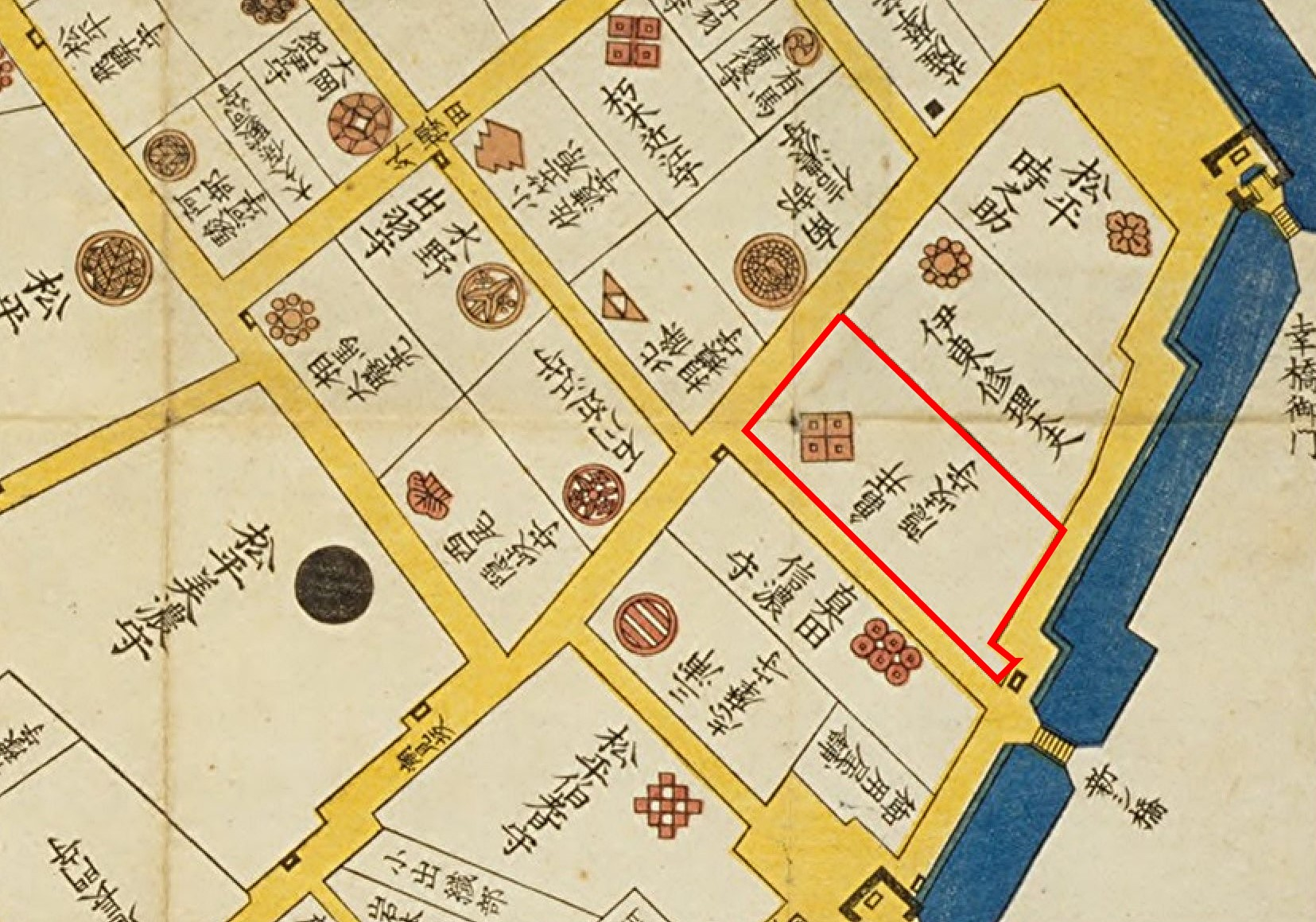
Kamei-Residenz in Edo

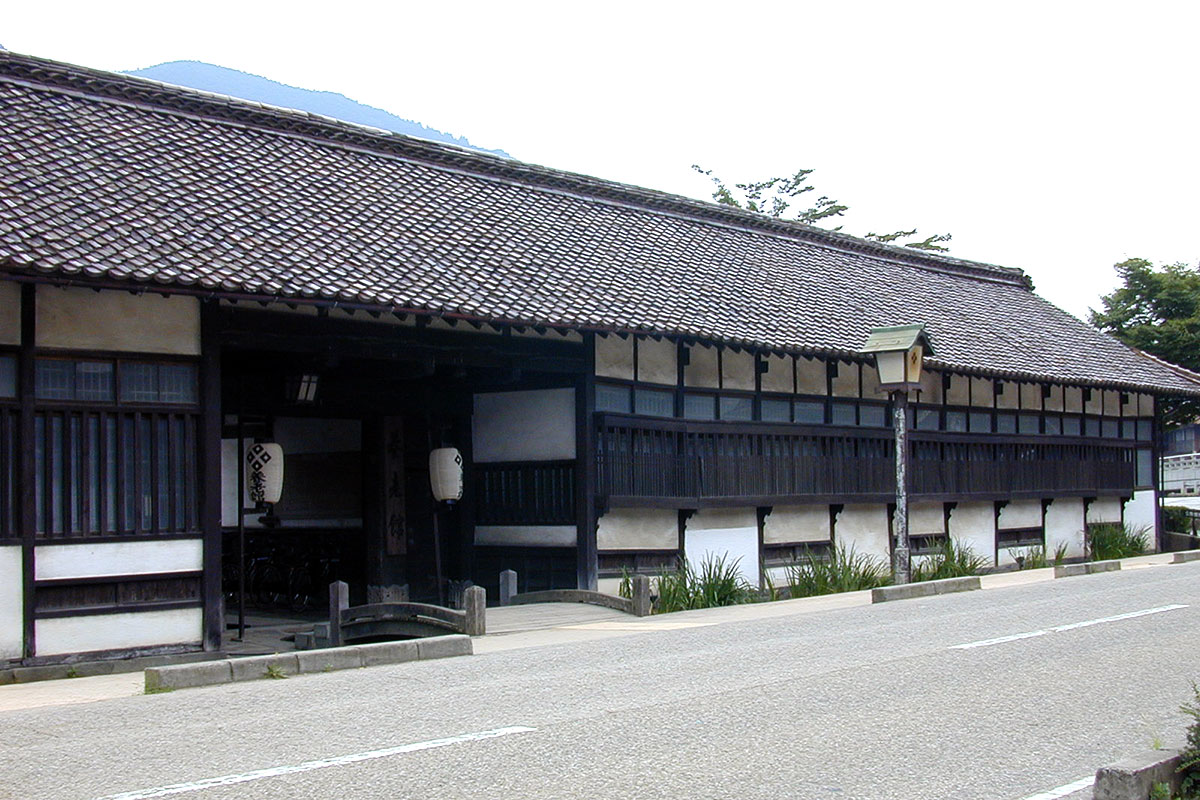
Die Han-Schule Yōrōkan

Die Kamei (japanisch 亀井氏, Kamei-shi)  waren eine Familie des japanischen Schwertadels (Buke), die sich von den Uda-Genji ableiteten. Mit einem Einkommen von 43.000 Koku gehörten die zuletzt in Tsuwano residierenden Kamei zu den größeren Tozama-Daimyō der Edo-Zeit.

## Genealogie
Die Kamei ließen sich in der Provinz Izumo nieder und dienten den Amago.
- Korenori (茲矩; 1567–1612) überwarf sich mit den Amago, verließ Izumo, ging nach Kyōto und schloss sich Oda Nobunaga  und dann Toyotomi Hideyoshi an. Hideyoshi gab ihm Shikano[Anm. 1] (Inaba) mit 13.000 Koku. Er nahm an dem Kyūshū-Feldzug teil.
- Masanori (政矩; 1590–1619), ein Sohn Korenoris, wurde 1617 nach Tsuwano (Iwami) versetzt, wo er und seine Nachkommen bis 1868 residierten.

Die Fürsten von Tsuwano errichteten für die Bildung der Samurai eine Han-Schule unter dem Namen Yōrōkan (養老館). Der Arzt Mori Ōgai und der Philosoph Nishi Amane erhielten dort ihre erste Ausbildung.